# كيفن براون (لاعب هوكي جليد)
كيفن براون هو لاعب هوكي جليد كندي، ولد في 11 مايو 1974 في برمنغهام في المملكة المتحدة.

## وصلات خارجية
- كيفن براون على موقع دوري الهوكي الوطني (الإنجليزية)
- كيفن براون على موقع قاعة مشاهير الهوكي (لاعب أن.إتش.أل) (الإنجليزية)
- كيفن براون على موقع EliteProspects.com (الإنجليزية)
- كيفن براون على موقع HockeyDB.com (الإنجليزية)
- كيفن براون على موقع Hockey-Reference.com (الإنجليزية)